# Братский вождь и руководитель революции
Лидер Революции (араб. قائد الثورة‎) — в Ливийской джамахирии должность руководителя полугосударственной общественно-политической организации — Революционного руководства. Была установлена 1 сентября 1969 года.
Благодаря своему авторитету, с помощью Революционных комитетов — представителей Революционного руководства на местах, Лидер революции проводил через официальные органы власти Ливийской Джамахирии решения по любым вопросам. Должность фактически заменяла собой отсутствовавшие в Ливии должности премьер-министра, Верховного Главнокомандующего и министра обороны Ливии.

## Лидеры Революции
| № | Лидер революции ВСНЛАД | Лидер революции ВСНЛАД | Дата начала полномочий | Дата окончания полномочий | Примечание                             |
| - | ---------------------- | ---------------------- | ---------------------- | ------------------------- | -------------------------------------- |
| 1 | Муаммар Каддафи        |                        | 1979                   | 20 октября 2011 года      | Свергнут и убит ливийскими повстанцами |

После упразднения Джамахирии в результате гражданской войны должность главы государства в качестве председателя Национального переходного совета Ливийской Республики занял Мустафа Абдель Джалиль, а должность премьер-министра — Махмуд Джабриль.